# Chicita Frances Culberson
Chicita "Nan" Frances Forman de Culberson (1931 ) es una botánica, micóloga, liquenóloga, y profesora estadounidense.

## Biografía
Fue investigadora botánica, en la Universidad Duke, y pionera en el uso de la cromatografía en capa fina para identificar los productos secundarios de líquenes.

## Honores
EIn 1992, se convirtió en una de las primeras receptoras modernas de la Medalla Acharius.

## Vida privada
Estuvo casada con su colega liquenólogo Bill Culberson, hasta su deceso en 2003.

## Algunas publicaciones
- chicita f. Culberson. 1979. Chemical and botanical guide to lichen products. Reimpreso, ilustrado de Otto Koeltz Sci. Publ. 628 pp. ISBN 3874291650, ISBN 9783874291651

- -------------------------, william louis Culberson, anita Johnson. 1977. Supplement to "Chemical and botanical guide to lichen product. Vol. 1. Ed. Am. Bryological and Lichenological Soc. 400 pp.

- -------------------------, mason E. Hale. 1973. Chemical and Morphological Evolution in Parmelia Sect. Hypotrachyna: Product of Ancient Hybridization? 12 pp.

- -------------------------, ------------------. 1973. 4-O-demythylnotatic Acid, a New Depsidone in Some Lichens Producing Hypoprotocetraric Acid. 8 pp.

- -------------------------, ------------------. 1968. The Constituents of Some Species of the Thelotremataceae. 8 pp.